# 元朗天主教中學

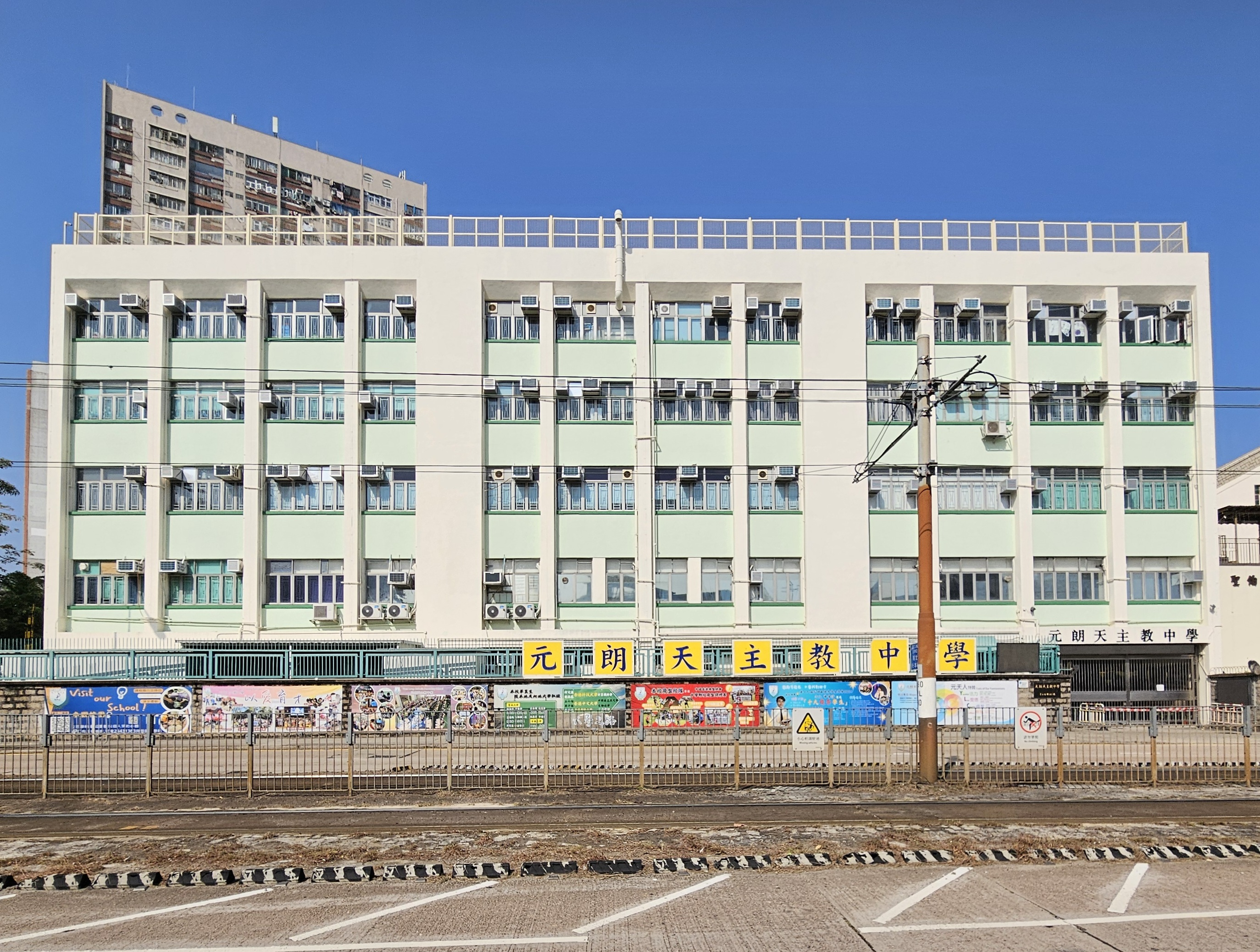
元朗天主教中學

元朗天主教中學 （英語：Yuen Long Catholic Secondary School，簡稱元天）是香港元朗區的一所男女津貼中學，於1995年創校，2002年起由特殊學校轉為主流文法中學。

## 歷史
自天主教崇德英文書院於1993年遷入洪水橋新校舍後，天主教香港教區打算於舊校舍開辦技能訓練學校，並於翌年獲政府批准。隨後，此校於1995年以特殊學校形式開辦，僅開辦中一至中三。
由於融合教育逐漸普及，加上此類學校學生出路有限，導致收生暴跌。因此，元朗天主教中學於2001年決定轉營為主流中學，並於翌年起實施。

## 歷屆行政人員

### 校監
- 林祖明 神父（1995年-1998年，創校校監）
- 施永泰 神父[5]（1998年[6]-？）
- 包俊偉 神父（???-2023年）
- 葉寶林 神父（現任校監）

### 校長
- 陳子良 先生[5]（1995年-2004年，創校校長）
- 蕭思銓 先生（2004年-2006年；後調任至天主教新民書院、培聖中學及屯門天主教中學[7]）
- 容何家珍女士（???年調任，後調任至梁式芝書院）
- 古莉生 女士[8]（？年-2012年，由盛德中心學校轉職）
- 劉廣業 先生[9]（2012年-2016年；後調任至荔景天主教中學）
  - 陳秀芬 女士[10]（2016年-2017年，署任校長）
- 黃見儀 女士（2017年調任[11]，現任校長；原培聖中學副校長）

## 爭議

### 副校長於公眾地方粗言穢語
網上流傳片段顯示身為元朗天主教中學副校長的陳秀芬女士破壞連儂牆，以及與拍片者粗口互罵，期間陳副校長以粗口回應說：「隨便呀!你係咪要X啊，除褲啦!」；拍片者要求陳副校長交待在哪裡工作時，陳副校長以粗口回應稱：「我駛x話畀你知!」。
2019年9月6日，元朗天主教中學校長黃見儀代表校方於該校網頁發出聲明指「對於陳副校長於下班後在公眾地方涉嫌撕掉宣傳單張及海報，及其於回應拍攝者時引起的言語衝突，本校定當嚴厲處理、認真了解、不偏不倚地跟進是次事件」。
教育局表示，已收到相關投訴，會按既定程序跟進事件，並強調社會重視教師專業操守，「任何損害教師專業形象的行為都絕對不能接受」。

## 外部連結
- 元朗天主教中學官網 （页面存档备份，存于）